# NGC 115
NGC 115 je galaksija u zviježđu Kipar.

## Vanjske poveznice
- SEDS: NGC 0115